# Jeholodens
Jeholodens là một loài động vật có vú nguyên thủy thời tiền sử thuộc họ Triconodonta trong lớp thú sống ở Trung Quốc hiện nay trong kỷ Creta khoảng 125 triệu năm trước. Chỉ có một mẫu vật đã được mô tả chính thức. Mẫu vật được trưng bày tại Bảo tàng Khoa học Hồng Kông. 

## Đặc điểm
Mẫu vật này (holotype) bao gồm hộp sọ và xương sọ có cấu tạo gần như hoàn chỉnh, nó chia sẻ các đặc điểm cơ thể của nó với hầu hết các động vật có xương sống khác, Nó là một con con thú dạng Tetrapod đuôi dài, có đầu ngón tay và ngón chân trước khi bắt gặp côn trùng là nguồn thực phẩm của nó vào ban đêm. Người ta nghi ngờ nó là sinh vật ban đêm (loài ăn đêm) vì nó có đôi mắt rất to, chúng dài khoảng 5 cm. Điều này sẽ cho phép nó có tầm nhìn ban đêm tốt hơn để bắt các loài côn trùng.
Sau khi phân tích mô hình từ các mẫu vật thu thập được về loài thú Jeholodens, điều đáng chú ý là hình thái lượn sóng tương đối có xuất xứ của nó, có lưỡi vai và các phần tử ngực khác có vảy ngang so với những bộ lông hiện đại như thú Opossums. Nó cũng đã biết nắm tay. Ngược lại, tuy nhiên, chân sau giữ lại các kiểu hình nguyên thủy. Các nghiên cứu gần đây cho thấy rằng nó đã được chuyên biệt hóa cho một lối sống trên cây cối, chúng sở hữu bàn tay nhạy cảm, chứng tỏ nó là một loài động vật lanh lợi.